# Nuova variante della malattia di Creutzfeldt-Jakob
La nuova variante della malattia di Creutzfeldt-Jakob, o nuova variante di CJD (in inglese: variant CJD; sigla: vCJD) era una forma atipica della malattia di Creutzfeldt-Jakob, diagnosticata per la prima volta nel 1996, in Inghilterra. Con l'eradicazione graduale e totale della encefalopatia spongiforme bovina, grazie alle numerosi restrizioni e prevenzioni attuate negli anni dell'epidemia, anche i rischi di contagio e sviluppo della malattia si sono ridotti fino a scomparire del tutto.

## Caratteristiche
Questa variante differiva dalla classica malattia di Creutzfeldt-Jakob (CJD) per alcuni aspetti:
1. la malattia colpiva giovani adulti, con un'età media di 28 anni, rispetto ai 68 anni della forma classica;
2. la sintomatologia era classicamente neuropsichiatrica e comportamentale, non caratterizzata da demenza come nella forma classica; inoltre nella variante i segni neurologici insorgevano tardivamente rispetto alla CJD;
3. la sindrome neurologica mostrava una progressione più lenta, 13-14 mesi di sopravvivenza, rispetto ai 4-5 mesi della forma classica;
4. lo studio del genotipo effettuato sul codone 129 della proteina prionica mostrava un'omozigosi per la metionina a fronte di un'eterozigosi  tra metionina e valina o un'omozigosi per la valina della forma classica[4][5][6][7].

## Anatomia patologica
La variante della malattia di Creutzfeldt-Jakob è caratterizzata dalla presenza di placche cerebrali e cerebellari, con un centro eosinofilo e una regione periferica fibrillare circondata da un'area spongiosa. Tali placche rispondono molto intensivamente all'esame immunoistochimico per la proteina prionica PrP; vengono osservate anche aree di accumulo di amiloide. Le aree maggiormente colpite sono la porzione posteriore del talamo e il nucleo caudato, mentre la proteina prionica si trova particolarmente concentrata nel tessuto linfoide, in particolare tonsille, milza, MALT, linfonodi e timo, e a livello dei gangli sensitivi.

## Eziopatogenesi
Si ritiene che la variante della malattia di Creutzfeldt-Jakob possa essere correlata al consumo di carne bovina proveniente da animali affetti da encefalopatia spongiforme bovina.
È stata anche ipotizzata la possibilità di una forma secondaria, trasmissibile da uomo a uomo tramite trasfusioni di sangue, dopo la diagnosi della variante della malattia in tre pazienti inglesi che avevano ricevuto sangue da tre donatori circa tre anni e mezzo prima della diagnosi della malattia negli stessi donatori.

## Epidemiologia
A marzo 2014 il numero di casi per la nuova variante della malattia è 225, di cui 177 nella sola Gran Bretagna, unico Paese in cui sono stati rilevati anche casi secondari della malattia dovuti a trasfusioni di sangue per un totale di 3. Altri casi si sono avuti in Francia, Spagna, Irlanda, Stati Uniti, Paesi Bassi, Portogallo, Italia, Canada, Taiwan, Giappone e Arabia Saudita. Alla stessa data, nessuno dei 225 pazienti affetti dalla variante della malattia è ancora in vita.

## Diagnostica
L'elettroencefalogramma mostra un'attività lenta, ma può tuttavia risultare normale fino all'esordio dei sintomi neuropsichiatrici. L'analisi del liquido cefalorachidiano è normale, a parte un possibile leggero aumento della concentrazione di proteine. La risonanza magnetica cerebrale mostra un aumento dell'intensità bilaterale della porzione posteriore del talamo, segno abbastanza tipico di questa condizione e definito "segno del pulvinar".
La biopsia cerebrale è lo standard di riferimento per la diagnosi della variante della malattia di Creutzfeldt-Jakob. Tuttavia, visto il rischio di tale procedura, si preferisce effettuare l'esame istologico su campioni di tonsilla.